# Jüdischer Friedhof (Abensberg)

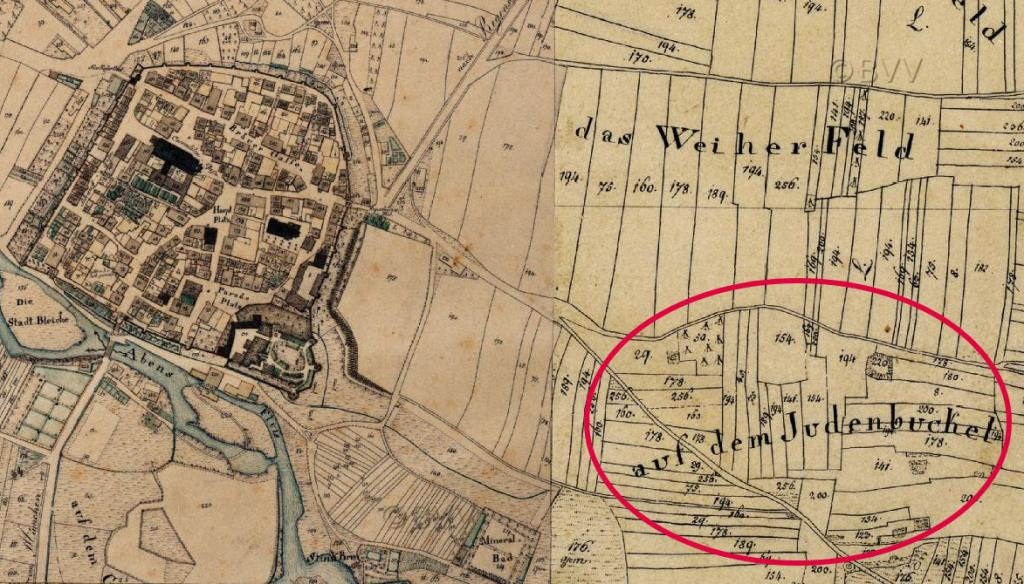
Flur Auf dem Judenbuckel, Karte der Uraufnahme 1808–1864 (Ausschnitt)

Der jüdische Friedhof in Abensberg, einer Stadt im Landkreis Kelheim in Niederbayern, bestand im Mittelalter. Der jüdische Friedhof, der erstmals 1449 genannt wurde, befand sich in der Flur Judenpühel. Reste des Friedhofes sind nicht vorhanden.
Nach der Vertreibung der Juden in der zweiten Hälfte des 15. Jahrhunderts wurde der Friedhof vermutlich zerstört und die Grabsteine verbaut.
Der Friedhof lag ursprünglich außerhalb der Stadt an der Straße nach Offenstetten an der Straubinger Straße. Das Gebiet wurde in der zweiten Hälfte des 20. Jahrhunderts bebaut.